# Stuart Elliott
Stuart Elliott (Belfast, 23 luglio 1978) è un ex calciatore nordirlandese, di ruolo centrocampista.

## Caratteristiche tecniche
È un esterno sinistro mancino, può giocare anche da ala.

## Carriera

### Club
Cresciuto nel Glentoran, dopo aver vinto tre coppe nazionali e titolo del 1999 si fa notare nella stagione 1999-2000, mettendo a segno 16 reti in 34 giornate di campionato. Nell'estate del 2000 gli scozzesi del Motherwell ne acquisiscono le prestazioni in cambio di 150.000 euro. Alla sua prima stagione raggiunge il quinto posto tra i marcatori, realizzando 12 gol in 33 incontri di campionato e nel torneo seguente si piazza al settimo posto con 10 gol. L'esperienza scozzese, durante la quale mantiene una media realizzativa di 0,33 reti a partita, lo porta in Inghilterra, all'Hull City, che lo preleva per 350.000 euro. Nel 2002-2003, la squadra milita nella quarta divisione inglese e alla stagione d'esordio Elliott sigla 12 marcature in 36 giornate di campionato: a fine stagione risulta essere il miglior marcatore della squadra. Nel torneo seguente si migliora segnando 14 gol in 42 incontri: l'Hull City termina il campionato al secondo posto ottenendo la promozione in terza divisione. Nella stagione 2004-2005 Elliott mette a segno 27 gol in 36 turni di campionato, conquistando il titolo di miglior marcatore e trascinando l'Hull City alla seconda promozione consecutiva in due anni. Negli anni seguenti le prestazioni del centrocampista nordirlandese calano e nonostante sia il miglior realizzatore dell'Hull City anche per il 2006, nel gennaio del 2008 la società lo cede in prestito al Doncaster Rovers, in Football League One: Elliott gioca 10 incontri senza andare in gol e il Doncaster vince i play-off guadagnandosi la promozione in Championship. Ritornato ad Hull, la squadra è promossa in Premier League ma Elliott viene svincolato, dopo aver totalizzato 193 presenze e 65 reti nei campionati, vincendo per due volte il titolo di miglior giocatore dell'anno dell'Hull City nel 2003 e nel 2005. Nell'estate del 2008 si trasferisce al Doncaster Rovers. Nell'inverno del 2009 è ceduto in prestito al Grimsby Town, dove ritrova la via del gol realizzando una rete contro il Dag & Red (1-1): non segnava un gol da oltre un anno e mezzo. Ritornato dal prestito, nel gennaio del 2010 viene svincolato. L'Hamilton Academical, società scozzese di Scottish Premier League, lo acquista a costo zero e gli fa giocare qualche incontro prima di cederlo in prestito allo Stirling Albion. Nel giugno del 2010 si ritira dal calcio giocato, ritornando sui suoi passi nel luglio del 2012, quando ritorna a giocare da dove aveva iniziato, al Glentoran. Nel 2013 conquista il double nordirlandese.

### Nazionale
Il 2 settembre del 2000 esordisce in nazionale maggiore giocando contro Malta (1-0). Tra il 2000 e il 2008 conta 39 presenze e 4 reti.

## Statistiche

### Cronologia presenze e reti in nazionale
| Cronologia completa delle presenze e delle reti in nazionale ― Irlanda del Nord | Cronologia completa delle presenze e delle reti in nazionale ― Irlanda del Nord | Cronologia completa delle presenze e delle reti in nazionale ― Irlanda del Nord | Cronologia completa delle presenze e delle reti in nazionale ― Irlanda del Nord | Cronologia completa delle presenze e delle reti in nazionale ― Irlanda del Nord | Cronologia completa delle presenze e delle reti in nazionale ― Irlanda del Nord | Cronologia completa delle presenze e delle reti in nazionale ― Irlanda del Nord | Cronologia completa delle presenze e delle reti in nazionale ― Irlanda del Nord |
| Data                                                                            | Città                                                                           | In casa                                                                         | Risultato                                                                       | Ospiti                                                                          | Competizione                                                                    | Reti                                                                            | Note                                                                            |
| ------------------------------------------------------------------------------- | ------------------------------------------------------------------------------- | ------------------------------------------------------------------------------- | ------------------------------------------------------------------------------- | ------------------------------------------------------------------------------- | ------------------------------------------------------------------------------- | ------------------------------------------------------------------------------- | ------------------------------------------------------------------------------- |
| 2-9-2000                                                                        | Belfast                                                                         | Irlanda del Nord                                                                | 1 – 0                                                                           | Malta                                                                           | Qual. Mondiali 2002                                                             | -                                                                               | 61’                                                                             |
| 7-10-2000                                                                       | Belfast                                                                         | Irlanda del Nord                                                                | 1 – 1                                                                           | Danimarca                                                                       | Qual. Mondiali 2002                                                             | -                                                                               | 84’                                                                             |
| 11-10-2000                                                                      | Reykjavík                                                                       | Islanda                                                                         | 1 – 0                                                                           | Irlanda del Nord                                                                | Qual. Mondiali 2002                                                             | -                                                                               | 82’                                                                             |
| 28-2-2001                                                                       | Belfast                                                                         | Irlanda del Nord                                                                | 0 – 4                                                                           | Norvegia                                                                        | Amichevole                                                                      | -                                                                               | 46’                                                                             |
| 24-3-2001                                                                       | Belfast                                                                         | Irlanda del Nord                                                                | 0 – 1                                                                           | Rep. Ceca                                                                       | Qual. Mondiali 2002                                                             | -                                                                               | 75’                                                                             |
| 28-3-2001                                                                       | Sofia                                                                           | Bulgaria                                                                        | 4 – 3                                                                           | Irlanda del Nord                                                                | Qual. Mondiali 2002                                                             | 1                                                                               |                                                                                 |
| 2-6-2001                                                                        | Belfast                                                                         | Irlanda del Nord                                                                | 0 – 1                                                                           | Bulgaria                                                                        | Qual. Mondiali 2002                                                             | -                                                                               | 79’                                                                             |
| 6-6-2001                                                                        | Teplice                                                                         | Rep. Ceca                                                                       | 3 – 1                                                                           | Irlanda del Nord                                                                | Qual. Mondiali 2002                                                             | -                                                                               | 66’                                                                             |
| 1-9-2001                                                                        | Copenaghen                                                                      | Danimarca                                                                       | 1 – 1                                                                           | Irlanda del Nord                                                                | Qual. Mondiali 2002                                                             | -                                                                               | 71’                                                                             |
| 6-10-2001                                                                       | Ta' Qali                                                                        | Malta                                                                           | 0 – 1                                                                           | Irlanda del Nord                                                                | Qual. Mondiali 2002                                                             | -                                                                               | 81’                                                                             |
| 13-2-2002                                                                       | Limassol                                                                        | Irlanda del Nord                                                                | 1 – 4                                                                           | Polonia                                                                         | Amichevole                                                                      | -                                                                               | 60’                                                                             |
| 27-3-2002                                                                       | Vaduz                                                                           | Liechtenstein                                                                   | 0 – 0                                                                           | Irlanda del Nord                                                                | Amichevole                                                                      | -                                                                               | 83’                                                                             |
| 17-4-2002                                                                       | Belfast                                                                         | Irlanda del Nord                                                                | 0 – 5                                                                           | Spagna                                                                          | Amichevole                                                                      | -                                                                               |                                                                                 |
| 12-2-2003                                                                       | Belfast                                                                         | Irlanda del Nord                                                                | 0 – 1                                                                           | Finlandia                                                                       | Amichevole                                                                      | -                                                                               | 77’                                                                             |
| 29-3-2003                                                                       | Erevan                                                                          | Armenia                                                                         | 1 – 0                                                                           | Irlanda del Nord                                                                | Qual. Euro 2004                                                                 | -                                                                               | 71’                                                                             |
| 3-6-2003                                                                        | Campobasso                                                                      | Italia                                                                          | 2 – 0                                                                           | Irlanda del Nord                                                                | Amichevole                                                                      | -                                                                               | 86’                                                                             |
| 11-10-2003                                                                      | Atene                                                                           | Grecia                                                                          | 1 – 0                                                                           | Irlanda del Nord                                                                | Qual. Euro 2004                                                                 | -                                                                               | 70’                                                                             |
| 30-5-2004                                                                       | Waterford                                                                       | Barbados                                                                        | 1 – 1                                                                           | Irlanda del Nord                                                                | Amichevole                                                                      | -                                                                               | 67’                                                                             |
| 2-6-2004                                                                        | Basseterre                                                                      | Saint Kitts e Nevis                                                             | 0 – 2                                                                           | Irlanda del Nord                                                                | Amichevole                                                                      | -                                                                               | 53’ 65’                                                                         |
| 6-6-2004                                                                        | Bacolet                                                                         | Trinidad e Tobago                                                               | 0 – 3                                                                           | Irlanda del Nord                                                                | Amichevole                                                                      | 1                                                                               | 8’ 46’                                                                          |
| 18-8-2004                                                                       | Zurigo                                                                          | Svizzera                                                                        | 0 – 0                                                                           | Irlanda del Nord                                                                | Amichevole                                                                      | -                                                                               | 81’                                                                             |
| 4-9-2004                                                                        | Belfast                                                                         | Irlanda del Nord                                                                | 0 – 3                                                                           | Polonia                                                                         | Qual. Mondiali 2006                                                             | -                                                                               | 62’                                                                             |
| 9-10-2004                                                                       | Baku                                                                            | Azerbaigian                                                                     | 0 – 0                                                                           | Irlanda del Nord                                                                | Qual. Mondiali 2006                                                             | -                                                                               |                                                                                 |
| 13-10-2004                                                                      | Belfast                                                                         | Irlanda del Nord                                                                | 3 – 3                                                                           | Austria                                                                         | Qual. Mondiali 2006                                                             | 1                                                                               | 79’                                                                             |
| 26-3-2005                                                                       | Manchester                                                                      | Inghilterra                                                                     | 4 – 0                                                                           | Irlanda del Nord                                                                | Qual. Mondiali 2006                                                             | -                                                                               |                                                                                 |
| 30-3-2005                                                                       | Varsavia                                                                        | Polonia                                                                         | 1 – 0                                                                           | Irlanda del Nord                                                                | Qual. Mondiali 2006                                                             | -                                                                               | 88’                                                                             |
| 4-6-2005                                                                        | Belfast                                                                         | Irlanda del Nord                                                                | 1 – 4                                                                           | Germania                                                                        | Amichevole                                                                      | -                                                                               | 67’                                                                             |
| 17-8-2005                                                                       | Ta' Qali                                                                        | Malta                                                                           | 1 – 1                                                                           | Irlanda del Nord                                                                | Amichevole                                                                      | -                                                                               | 59’                                                                             |
| 3-9-2005                                                                        | Belfast                                                                         | Irlanda del Nord                                                                | 2 – 0                                                                           | Azerbaigian                                                                     | Qual. Mondiali 2006                                                             | 1                                                                               | 89’                                                                             |
| 7-9-2005                                                                        | Belfast                                                                         | Irlanda del Nord                                                                | 1 – 0                                                                           | Inghilterra                                                                     | Qual. Mondiali 2006                                                             | -                                                                               | 90+2’                                                                           |
| 8-10-2005                                                                       | Belfast                                                                         | Irlanda del Nord                                                                | 2 – 3                                                                           | Galles                                                                          | Qual. Mondiali 2006                                                             | -                                                                               | 48’ 65’                                                                         |
| 12-10-2005                                                                      | Vienna                                                                          | Austria                                                                         | 2 – 0                                                                           | Irlanda del Nord                                                                | Qual. Mondiali 2006                                                             | -                                                                               | 77’                                                                             |
| 15-11-2005                                                                      | Belfast                                                                         | Irlanda del Nord                                                                | 1 – 1                                                                           | Portogallo                                                                      | Amichevole                                                                      | -                                                                               | 46’                                                                             |
| 1-3-2006                                                                        | Belfast                                                                         | Irlanda del Nord                                                                | 1 – 0                                                                           | Estonia                                                                         | Amichevole                                                                      | -                                                                               | 68’                                                                             |
| 16-8-2006                                                                       | Helsinki                                                                        | Finlandia                                                                       | 1 – 2                                                                           | Irlanda del Nord                                                                | Amichevole                                                                      | -                                                                               | 65’                                                                             |
| 2-9-2006                                                                        | Belfast                                                                         | Irlanda del Nord                                                                | 0 – 3                                                                           | Islanda                                                                         | Qual. Euro 2008                                                                 | -                                                                               | 63’                                                                             |
| 22-8-2007                                                                       | Belfast                                                                         | Irlanda del Nord                                                                | 3 – 1                                                                           | Liechtenstein                                                                   | Qual. Euro 2008                                                                 | -                                                                               | 62’                                                                             |
| 8-9-2007                                                                        | Riga                                                                            | Lettonia                                                                        | 1 – 0                                                                           | Irlanda del Nord                                                                | Qual. Euro 2008                                                                 | -                                                                               | 66’                                                                             |
| 26-3-2008                                                                       | Belfast                                                                         | Irlanda del Nord                                                                | 4 – 1                                                                           | Georgia                                                                         | Amichevole                                                                      | -                                                                               |                                                                                 |
| Totale                                                                          |                                                                                 | Presenze                                                                        | 39                                                                              |                                                                                 | Reti                                                                            | 4                                                                               |                                                                                 |

## Palmarès

### Club

#### Competizioni nazionali
- Irish Cup: 4

Glentoran: 1995-1996, 1997-1998, 1999-2000, 2012-2013
- Campionato nordirlandese: 2

Glentoran: 1998-1999, 2012-2013

### Individuale
- Capocannoniere della Football League One: 1

2004-2005 (27 gol, ex aequo con Dean Windass)